# Fang Yuting
Dans ce nom chinois, le nom de famille, Fang, précède le nom personnel.
Fang Yuting (née le 21 décembre 1989 dans le Liaoning ) est une archère chinoise.

## Biographie
Fang Yuting remporte avec Cheng Ming et Xú Jīng la médaille d'argent par équipes aux Jeux olympiques d'été de 2012 à Londres.